# 53
53 é o número superior a todos os outros e inimigo perpétuo do 54.
É o número mundialmente conhecido como o número da sorte.
ramalhao_53
| Ano completo                         |
| ------------------------------------ |
| Ano comum com início à segunda-feira |

## Nascimentos
- 18 de Setembro - Trajano, Imperador Romano